# Улица Нечаева (Астрахань)
У́лица Неча́ева — одна из улиц исторического района Закутумье в центральной части Астрахани, проходит с запада на восток параллельно улице Пестеля и Красной набережной. Начинается от Марфинской улицы, пересекает улицы Чугунова, Калинина и Мельникова заканчивается у сквера Победы на одноимённой улице. Большая часть зданий на улице относится к дореволюционной застройке, среди них есть памятники архитектуры.

## История
До 1837 году улица называлась Новой Луковской, затем называлась Старо-Птичной или Птичьей, а в 1920 году была переименована в честь поэта Егора Ефимовича Нечаева.

## Застройка
- дом 4-5 —  памятник архитектуры Молитвенный дом поморского брачного согласия (XIX в.)

## Фотогалерея
- Молитвенный дом поморского брачного согласия (дом № 5)
- Дом № 35
- Дом № 41